# سیلی (فیلم ۲۰۲۰)
سیلی (به هندی: Thappad) فیلمی محصول سال ۲۰۲۰ و به کارگردانی آنوبهاو سینها است. در این فیلم بازیگرانی همچون تاپسی پانو، دیا میرزا، راتنا پاتک، تانوی عظمی و رام کاپور ایفای نقش کرده‌اند.